# Минск (компьютер)
«Минск» — семейство советских цифровых ЭВМ, предназначенных для использования в высшем образовании и науке.
Разрабатывались и выпускались, как следует из названия, в г. Минске, с 1959 года по 1975 год. Производились на Минском заводе ЭВМ имени Орджоникидзе. Также был налажен выпуск в городах Гомеле и Бресте.
Конструкторское бюро НИИЭВМ (СКБ) и завод были созданы одновременно (в конце 1950-х годов) и работали в тесной связке друг с другом — этим объясняется и качество машин, и рекордно короткие сроки их запуска в производство. 
Всего было выпущено более 4000 машин серии «Минск», это составляло около 70 % парка машин в СССР в то время. В 1970 году разработчикам и изготовителям ЭВМ серии «Минск» была присуждена Государственная премия СССР.

## Модели и модификации
| Машина                                      | Разрядность | Годы выпуска | Всего выпущено              |
| ------------------------------------------- | ----------- | ------------ | --------------------------- |
| Минск-1 Минск-11 Минск-12 Минск-14 Минск-16 | 31 бит      | 1960—1964    | 0220 0011 0005 0036 0001    |
| Минск-2 Минск-22 Минск-22М                  | 37 бит      | 1963—1964    | 0118 \| \| 0734 \| \| \| \| |
| Минск-23                                    | 37 бит      | 1966—0000    | 0028                        |
| Минск-32                                    | 37 бит      | 1968—1975    | 2889                        |
|                                             | 0734        |              |                             |
|                                             |             |              |                             |

Машинами первого поколения под маркой «Минск» являются ламповая ЭВМ «Минск-1» и её специализированные модификации: «Минск-11», «Минск-12», «Минск-14», «Минск-16».
Машины второго поколения марки «Минск» можно разбить на 2 группы. К первой группе относятся машины «Минск-2», «Минск-22», «Минск-22М» с машиной «Минск-2» в качестве базовой модели. Ко второй группе относятся машины «Минск-23» и «Минск-32».
Машины первой группы создавались для решения широкого круга задач научно-технического и планово-экономического характера. Причём, если при разработке первой ЭВМ «Минск-2» в стране имелся достаточный опыт создания ЭВМ для научно-технических расчетов, то структура ЭВМ для экономических расчётов прогнозировалась интуитивно. В связи с этим ЭВМ «Минск-2» состояла из развитого процессора с двоичной арифметикой в режиме с фиксированной и плавающей запятой и минимального набора необходимых устройств ввода-вывода. Первые же попытки поставить задачи экономического характера выявили неэффективность применения для этих целей ЭВМ с такой архитектурой. Выявилась низкая эффективность предложенного комплекта внешних устройств и недостаточная ёмкость оперативной памяти.
ЭВМ «Минск-23» явилась первой машиной этой группы семейства, предназначенной специально для обработки экономической информации.
Машина «Минск-32» предназначалась для замены морально устаревшей «Минск-22М» в серийном производстве и выпускалась вместо «Минск-22М». Она была лишена недостатков всех своих предшественников и имела ряд особенностей, выгодно отличавших её от других моделей семейства «Минск».

### Минск-1
На ламповой основе. Система команд — двухадресная. Длина слова — 31 бит. Оперативная память на ферритовых сердечниках объёмом в 1024 слова. Быстродействие — 3000 оп/с. Выпускалась с 1960 по 1964 год. Всего выпущено 220 машин. Главный конструктор — Г. П. Лопато.
«Минск-11», «Минск-12», «Минск-14», «Минск-16» — специализированные модификации «Минск-1».

### Минск-2
Транзисторная и диодно-трансформаторная потенциально-импульсная логика. Главный конструктор — В. В. Пржиялковский. Система команд — 100 двухадресных команд. Длина слова — 37 бит. В машинном слове помещался знак числа и 12 восьмеричных или 9 десятичных разрядов либо число с плавающей запятой, либо 6 алфавитно-цифровых символов в шестибитном коде по ГОСТ 10859-64. Конструкция построена на основе сменных ячеек на транзисторах П-16А, всего использовано 7500 транзисторов и 18 000 диодов на 1286 ячейках. Тактовая частота — 250 кГц. Занимаемая площадь полного комплекта оборудования — 40 м2. Потребляемая мощность — не более 4 кВт. Выпускалась с 1963 по 1964 год. Всего выпущено 118 машин, не считая модификаций.
«Минск-22» и «Минск-22М» — модификации «Минск-2». Расширены возможности по подключению внешних устройств. Всего было выпущено 734 машины.

### Минск-23
Создание «Минск-23» завершено в 1966 году. Эта машина не является модификацией «Минск-2». Система команд ориентирована на обработку значительных массивов данных. Впервые в серии «Минск» реализован универсальный интерфейс для внешних устройств. Выпущено 28 машин. Главный конструктор — В. В. Пржиялковский. Некоторые идеи разработки были заимствованы у IBM 1401. Предназначалась для обработки данных, планово-экономических задач, обработки статистики.

### Минск-32
Выпускалась с 1968 по 1975 год. Всего выпущено около 2889 машин. Самая массовая ЭВМ второго поколения в СССР. Была программно совместима с моделями «Минск-2», «Минск-22», «Минск-22М». Интерфейс ввода-вывода и номенклатуру внешних устройств переняла у «Минск-23», за исключением накопителей на магнитной ленте. Главный конструктор — В. В. Пржиялковский.